# Budleja Davida
Budleja Davida, omżyn (Buddleja davidii) – krzew parkowy z rodziny trędownikowatych, nazywany także motylim krzewem, ponieważ słodkim zapachem kwiatów wabi motyle wielu gatunków. Pochodzi z Chin i Japonii. Jest szeroko rozpowszechniony w uprawie.

## Morfologia
PokrójOsiąga wysokość 5 metrów. Pędy wyginają się łukowato, co spowodowane jest ciężarem kwiatostanów.
LiścieBladozielone, 25 cm długości, pokryte drobnymi włoskami, jajowato lancetowate. Większość liści opada jesienią.
KwiatyBladopurpurowe, pachnące kwiatostany, które pojawiają się od połowy lata do wczesnej jesieni. Kształtem przypominają nieco kwiaty lilaka pospolitego.

## Uprawa
Budleje sadzi się wiosną lub jesienią. Stanowisko powinno być nasłonecznione, a gleba żyzna i dobrze przepuszczalna. Budleje można uprawiać również w donicach, pamiętając o umieszczeniu ich na zimę w szklarni lub cieplarni. Jest to roślina odporna, trzeba uważać jedynie na młode pędy, które mogą być niszczone przez wczesne mrozy, co na szczęście nie jest nieodwracalne.

### Rozmnażanie
Budleję Davida rozmnaża się, pobierając półzdrewniałe sadzonki w drugiej połowie lata lub pobierając zdrewniałe sadzonki od połowy jesieni do późnej wiosny.

### Cięcie
Budleję Dawida przycina się kilka centymetrów nad ziemią, rokrocznie późną jesienią. Regularne przycinanie rośliny jest istotne, w przypadku jego braku budleja przyjmuje nieregularne formy. Po wykonaniu cięcia roślinę okrywamy.

### Szkodniki
Najczęściej występującym szkodnikiem są mszyce. Mogą atakować wszystkie części rośliny, żerując na dolnej stronie liści. Konsekwencją ich bytowania jest zniekształcenie oraz przebarwienie liści, co prowadzi do ich opadania. 

## Odmiany
Z budlei Davida wyhodowanych zostało wiele odmian, nie dorównują one jej jednak wielkością, osiągając maksymalnie do 2 metrów wysokości. 
- 'Black Knight' - odmiana o fioletowych kwiatostanach
- 'Dartmoor' - odmiana o karmazynowych kwiatostanach
- 'Empire Blue' - silna odmiana o kwiatostanach fioletowoniebieskich z pomarańczowymi środkami
- 'Harlequin' - odmiana o czerwonawopurpurowych kwiatostanach oraz liściach z kremowobiałym zabarwieniem
- 'Nanho Blue' - odmiana o bladoniebieskich kwiatostanach
- 'Alba' - odmiana o białych kwiatostanach, słabo żywotna
- 'Royal Red' - odmiana o charakterystycznych, czerwonopurpurowych kwiatostanach; jej kwiaty tworzą grona osiągające nawet do 50 cm długości[6]
- 'White Bouquet' - odmiana o białych kwiatostanach z żółtym środkiem
- 'White Profusion' - odmiana uważana za najpiękniejszą spośród białych, wytwarzająca kwiaty z żółtymi środkami
- 'Ile de France' - odmiana o fioletowych kwiatach, dorastająca do 2,5 metrów wysokości; jedna z najpopularniejszych odmian[5]
- 'Blue Chip' - odmiana dorastająca zaledwie do 80 cm o jasnofioletowych kwiatach

## Właściwości farmakologiczne
Zainteresowanie w świecie medycznym budleja zawdzięcza medycynie tradycyjnej. Różne jej odmiany znane były na całym świecie oraz wykorzystywane do leczenia takich dolegliwości jak reumatyzm, biegunki, krwotoki czy schorzenia wątroby. Budleja Davida wykorzystywana była wspomagająco przy gojeniu ran i wrzodów. 